# Willem van Genugten

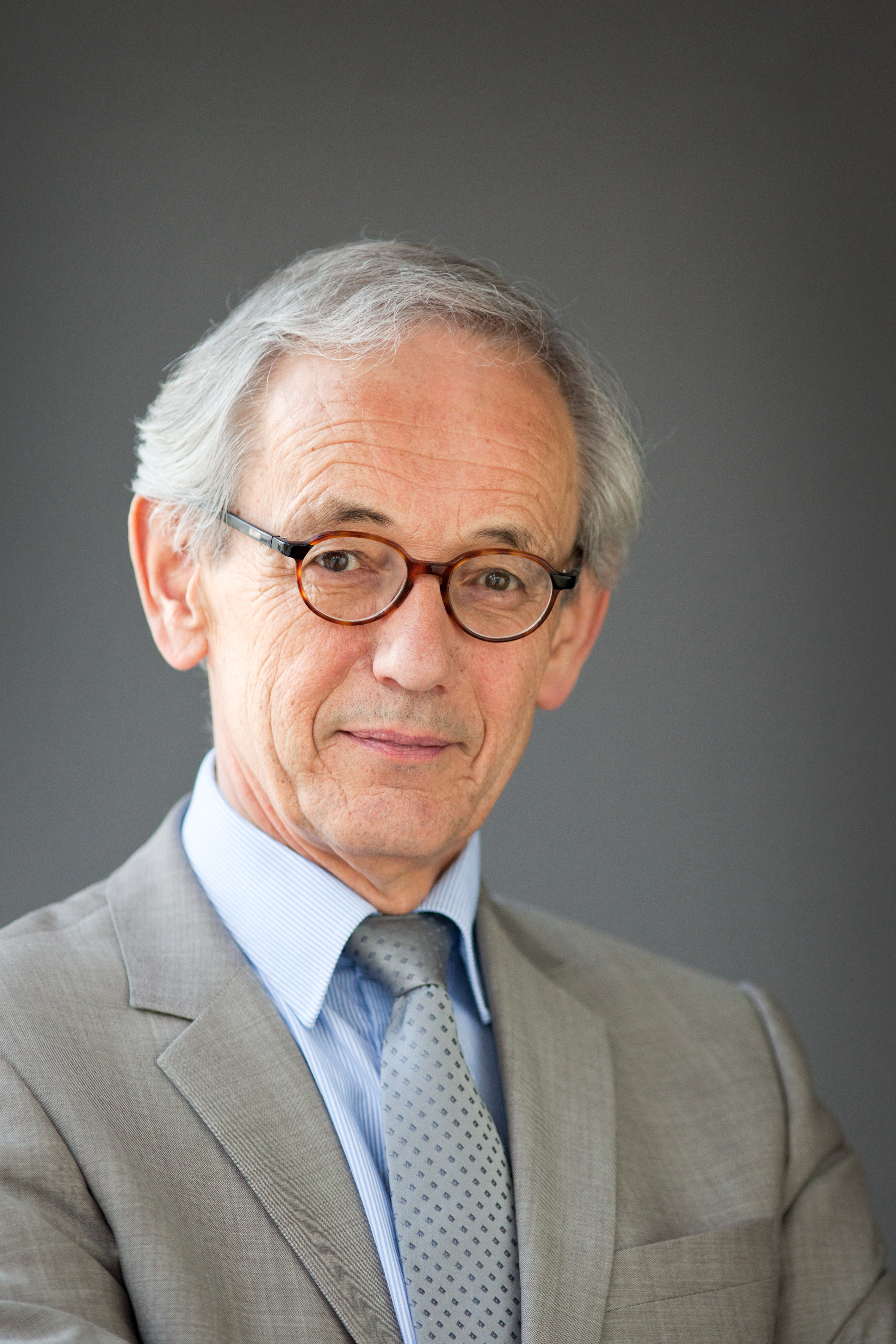
Willem van Genugten (2012)

Willem Josephus Maria van Genugten (* 30. September 1950 in Sint-Oedenrode) ist ein niederländischer Rechtswissenschaftler und Hochschullehrer an der North-West University.

## Leben und Wirken
Van Genugten studierte Rechtswissenschaften und Philosophie an der Universität Nijmegen. Dort wurde er in beiden Disziplinen promoviert. Nach Lehrtätigkeiten in verschiedenen Positionen unterhalb des professoralen Ranges an der Universität Tilburg kehrte er 1991 als Professor für Menschenrechte an die Universität Nijmegen zurück. Während dieser Zeit nahm er die zeitweilige Tätigkeit als Mitherausgeber der niederländischen rechtswissenschaftlichen Fachzeitschriften Kroniek Rechtstheorie und Militair Rechtelijk Tijdschrift auf. Zwischen 1996 und 2001 war er mehrfach Gastprofessor an den Universitäten Limpopo und Bilbao. Zwischen 2000 und 2014 nahm er jährlich als Gastdozent an den Sommerkursen der Minnesota Law School teil. Von 2006 bis zu seiner Emeritierung im Oktober 2015 war van Genugten ordentlicher Professor für internationales Recht an der Universität Tilburg. Dort fungierte er auch zweimal als Dekan. Seit 2008 und noch derzeit (Stand 2/2024) ist er außerordentlicher Professor an der North-West University in Südafrika. Diese Universität verlieh ihm 2012 die Ehrendoktorwürde.
Seine Forschungsschwerpunkte betreffen insbesondere Menschenrechte, aber auch alle anderen Bereiche des Internationalen Rechts.
Willem van Genugten ist verheiratet und Vater von drei Kindern (geboren 1986, 1987 und 1991).